# Бородулін Микола Якович
Мико́ла Я́кович Бороду́лін (1878 - 1931) — педагог, один з лідерів українського руху Кривого Рогу у 1917-1931 років, керівник криворізької "Просвіти". Репресований у 1931 році.

## З життєпису
Народився 20 липня 1878 р. у місті Лубни у зубожілій дворянській родині. У 1907 р. закінчив історико-філологічний факультет Київського університету. З 1909 р. працював викладачем Криворізького комерційного училища. У 1914 р. мобілізований до війська. 
У 1917-1931 роках керівник криворізької «Просвіти». Один з лідерів українського руху на Криворіжжі та один з найавторитетніших місцевих педагогічних діячів.
У 1931 році за сфальшованим обвинуваченням репресований та розстріляний. 
Реабілітований у 1959 році.  

## Вшанування пам'яті
26 липня 2024 року вулиця Пуріна у Кривому Розі перейменована на вулицю Миколи Бородуліна.